# Okres Gołdap
Okres Gołdap (polsky Powiat gołdapski) je okres v polském Varmijsko-mazurském vojvodství u hranic s Ruskem. Rozlohu má 771,93 km² a v roce 2019 zde žilo 26 689 obyvatel. Sídlem správy okresu je město Gołdap.

## Gminy
Městsko-vesnická:
- Gołdap

Vesnické:
- Banie Mazurskie
- Dubeninki

## Město
- Gołdap

## Sousední okresy
| Růžice kompasu | Kaliningrad | Kaliningrad  | Kaliningrad | Růžice kompasu |
| Růžice kompasu | Węgorzewo   | Sever        | Suwałki     | Růžice kompasu |
| Růžice kompasu | Węgorzewo   | Okres Gołdap | Suwałki     | Růžice kompasu |
| Růžice kompasu | Węgorzewo   | Jih          | Suwałki     | Růžice kompasu |
| Růžice kompasu | Giżycko     | Olecko       | Suwałki     | Růžice kompasu |